# Christina Nilsson
Christina Nilsson, teljes nevén Countess de Casa Miranda Christina Nilsson (1843. augusztus 20. – 1921. november 20.) svéd szoprán, operaénekesnő. A Bel canto éneklési stílus jeles képviselője volt és a viktoriánus kor másik jeles képviselőjének, Adelina Pattinak komoly vetélytársa volt. 1869-ben lett a Svéd Királyi Zeneakadémia tagja.

## Élete
Christina Nilsson Kristina Jonasdotter néven látta meg a napvilágot Sjöabol faluban, Växjö közelében Småland tartományban. Szülei (Jonas Nilsson és Cajsa-Stina Månsdotter) parasztemberek voltak. Már korai éveiben megmutatkozott énekesi tehetsége. Saját maga tanult meg hegedűn és furulyán játszani és a parasztoknak énekelt testvérével együtt vásárokban. Egy prominens közalkalmazott fedezte fel, mikor 14 évesen Ljungby piacán énekelt. Hamarosan ő vált a mecénásává, ami lehetővé tette a lány számára, hogy énekórákat vegyen. Két éven keresztül tanította Franz Berwald.
1860-ban koncerteket adott Stockholmban és Uppsalában. Négy évnyi párizsi tanulás után 1864-ben debütált az operában Violetta szerepében, Giuseppe Verdi Traviatájában a párizsi Théâtre Lyrique operaházban. Ezen sikere után Londonban, Szentpéterváron, New Yorkban és Bécsben is szerepelt. 1883. október 22-én fellépett a New York-i Metropolitan Operában, ahol Charles-François Gounod Faustjában szerepelt.
Christina Nilsson a Westminsteri apátságban kelt egybe Auguste Rouzaud francia bankárral, aki nem sokkal ezután elhunyt 1882-ben. 1887-ben hozzáment Angel Ramon Maria Vallejo y Miranda, Count de Casa Miranda-hoz, aki 1902-ben hunyt el.

## Fordítás
- Ez a szócikk részben vagy egészben  a   Christina Nilsson című angol Wikipédia-szócikk ezen változatának fordításán alapul.  Az eredeti cikk szerkesztőit annak laptörténete sorolja fel. Ez a jelzés csupán a megfogalmazás eredetét és a szerzői jogokat jelzi, nem szolgál a cikkben szereplő információk forrásmegjelöléseként.